# Ville métropolitaine de Florence
La ville métropolitaine de Florence (Città metropolitana di Firenze en italien) est une ville métropolitaine italienne, dans la région de Toscane, dont le chef-lieu est Florence. Elle remplace la province de Florence depuis le 1er janvier 2015.

## Géographie
Elle est limitrophe des autres provinces de la Toscane : Arezzo au sud-est, Sienne au sud, Pise à l'ouest, ainsi que Lucques, la Pistoia et Prato au nord-ouest. Elle est également limitrophe de l'Émilie-Romagne au nord et à l'est.

## Histoire
La ville métropolitaine de Florence est créée le 1er janvier 2015, en application de la loi n°56 du 7 avril 2014 intitulée : « dispositions sur les villes métropolitaines, les provinces, les unions et les fusions de municipalités ». Elle se substitue à la province de Florence sur le même territoire.

## Politique et administration
La ville métropolitaine est dirigée par un maire, qui est celui de la ville de Florence, un conseil métropolitain élu et une conférence métropolitaine consultative, tous deux présidés par le maire.
| Période          | Période      | Identité       | Étiquette | Qualité                         |
| ---------------- | ------------ | -------------- | --------- | ------------------------------- |
| 1er janvier 2015 | 27 juin 2024 | Dario Nardella | PD        | Maire de Florence (2014 → 2024) |
| 27 juin 2024     | En cours     | Sara Funaro    | PD        | Maire de Florence (depuis 2024) |

## Administration
Les 42 communes :
| - Bagno a Ripoli - Barberino Val d'Elsa - Barberino di Mugello - Barberino Tavarnelle - Borgo San Lorenzo - Calenzano - Campi Bisenzio - Capraia e Limite - Castelfiorentino - Cerreto Guidi - Certaldo - Dicomano - Empoli - Fiesole - Figline e Incisa Valdarno | - Firenzuola - Florence (capital) - Fucecchio - Gambassi Terme - Greve in Chianti - Impruneta - Lastra a Signa - Londa - Marradi - Montaione - Montelupo Fiorentino - Montespertoli - Palazzuolo sul Senio - Pelago | - Pontassieve - Reggello - Rignano sull'Arno - Rufina - San Casciano in Val di Pesa - San Godenzo - Scandicci - Scarperia e San Piero (en) - Sesto Fiorentino - Signa - Tavarnelle Val di Pesa - Vaglia - Vicchio - Vinci |